# Walther Geiser
Walther Geiser (* 16. Mai 1897 in Zofingen; † 6. März 1993 in Oberwil) war ein Schweizer Komponist und Musikpädagoge.

## Leben und Schaffen
Nach seiner Schulzeit studierte Walther Geiser Komposition und Violine am Konservatorium in Basel. Nach dem Ersten Weltkrieg kam er über Italien, Köln und Wien nach Berlin. Dort nahm er in den 1920er-Jahren ein weiteres Studium der Komposition bei Ferruccio Busoni an der Akademie der Künste auf, das er 1923 abschloss.
Von 1924 bis 1963 lehrte er am Konservatorium Basel Violine, Kammermusik, Komposition sowie Orchesterleitung. Zudem leitete er das Orchester dieses Konservatoriums.
Walther Geiser war selbst auch als Musiker und Dirigent tätig. So war er als Bratschist Mitglied des Basler Streichquartetts. Er dirigierte zahlreiche Radiokonzerte und Aufführungen von Sinfonien. In den Jahren 1954 bis 1972 leitete er überdies den Basler Bach-Chor.
Weiter stand er der Basler Sektion der Internationalen Gesellschaft für Neue Musik als deren Präsident vor. Er war ausserdem Mitglied des Tonkünstlervereins der Schweiz. Dieser verlieh ihm 1962 den Komponistenpreis des Schweizer Tonkünstlervereins.
Sein kompositorisches Schaffen umfasst Werke für Chor, Orgel und Orchester sowie Kammermusik. In seinen späteren Werken setzte er sich zunehmend mit der Zwölftontechnik auseinander.

## Werke (Auswahl)
- Suite für Violine und Klavier op. 10
- Trio für Streicher in d-Moll op. 8
- Sonatine für Viola und Orgel op. 46, 1954
- Divertimento für Bläserquartett op. 55
- Symphonie No. 2 op. 60
- Metamorphosen für Violine op. 62
- Festspiel Inclyta Basilea
- Sonatine für Oboe und Klavier op. 38
- Fantasie für Streichorchester, Pauken und Klavier op. 41 (1942)